# Alfabet turecki (osmański)
Alfabet osmański (osm. الفبا, elifbâ) – wersja alfabetu perskiego używana dla języka osmańskiego w czasach Imperium Osmańskiego oraz wczesnym stadium Republiki Turcji, aż do zaadaptowania alfabetu łacińskiego do języka tureckiego. Zmianę przyjęto oficjalnie ustawą nr 1353, Prawo przyjęcia i używania alfabetu tureckiego, uchwaloną w listopadzie 1928. Weszła ona w życie z początkiem 1929, całkowicie zastępując alfabet osmański.
| Pozycja izolowana | Na końcu słowa | W środku słowa | Na początku słowa | Nazwa          | Obecna litera    |
| ----------------- | -------------- | -------------- | ----------------- | -------------- | ---------------- |
| ﺍ                 | ﺎ              | –              | –                 | elif           | a, e             |
| ﺀ                 | –              | –              | –                 | hemze          | ', a, e, i, u, ü |
| ﺏ                 | ﺐ              | ﺒ              | ﺑ                 | be             | b                |
| ﭖ                 | ﭗ              | ﭙ              | ﭘ                 | pe             | p                |
| ﺕ                 | ﺖ              | ﺘ              | ﺗ                 | te             | t                |
| ﺙ                 | ﺚ              | ﺜ              | ﺛ                 | se             | s                |
| ﺝ                 | ﺞ              | ﺠ              | ﺟ                 | cim            | c                |
| ﭺ                 | ﭻ              | ﭽ              | ﭼ                 | çim            | ç                |
| ﺡ                 | ﺢ              | ﺤ              | ﺣ                 | ha             | h                |
| ﺥ                 | ﺦ              | ﺨ              | ﺧ                 | hı             | h                |
| ﺩ                 | ﺪ              | –              | –                 | dal            | d                |
| ﺫ                 | ﺬ              | –              | –                 | zel            | z                |
| ﺭ                 | ﺮ              | –              | –                 | re             | r                |
| ﺯ                 | ﺰ              | –              | –                 | ze             | z                |
| ﮊ                 | ﮋ              | –              | –                 | je             | j                |
| ﺱ                 | ﺲ              | ﺴ              | ﺳ                 | sin            | s                |
| ﺵ                 | ﺶ              | ﺸ              | ﺷ                 | şın            | ş                |
| ﺹ                 | ﺺ              | ﺼ              | ﺻ                 | sat, sad       | s                |
| ﺽ                 | ﺾ              | ﻀ              | ﺿ                 | dat, dad       | d, z             |
| ﻁ                 | ﻂ              | ﻄ              | ﻃ                 | tı             | t                |
| ﻅ                 | ﻆ              | ﻈ              | ﻇ                 | zı             | z                |
| ﻉ                 | ﻊ              | ﻌ              | ﻋ                 | ayın           | 'a, h            |
| ﻍ                 | ﻎ              | ﻐ              | ﻏ                 | gayın          | g, ğ             |
| ﻑ                 | ﻒ              | ﻔ              | ﻓ                 | fe             | f                |
| ﻕ                 | ﻖ              | ﻘ              | ﻗ                 | kaf            | k                |
| ﻙ                 | ﻚ              | ﻜ              | ﻛ                 | kef            | k, g, ğ, n       |
| ﮒ                 | ﮓ              | ﮕ              | ﮔ                 | gef            | g, ğ             |
| ﯓ                 | ﯔ              | ﯖ              | ﯕ                 | nef, sağır kef | n                |
| ﻝ                 | ﻞ              | ﻠ              | ﻟ                 | lam            | l                |
| ﻡ                 | ﻢ              | ﻤ              | ﻣ                 | mim            | m                |
| ﻥ                 | ﻦ              | ﻨ              | ﻧ                 | nun            | n                |
| ﻭ                 | ﻮ              | –              | –                 | vav            | v, o, ö, u, ü    |
| ﻩ                 | ﻪ              | ﻬ              | ﻫ                 | he             | h, e, a          |
| ﻻ                 | ﻼ              | –              | –                 | lamelif        | la               |
| ﻯ                 | ﻰ              | ﻴ              | ﻳ                 | ye             | y, ı, i          |